# Idaea rhipidura
Idaea rhipidura là một loài bướm đêm trong họ Geometridae.